# Pogórze (obwód grodzieński)
Pogórze (biał. Пагор’е, Pahorje; ros. Погорье, Pogorje) – wieś na Białorusi, w obwodzie grodzieńskim, w rejonie korelickim, w sielsowiecie Krasna.
W dwudziestoleciu międzywojennym leżało w Polsce, w województwie nowogródzkim, w powiecie nowogródzkim.